# Steinkiste von Aymestrey

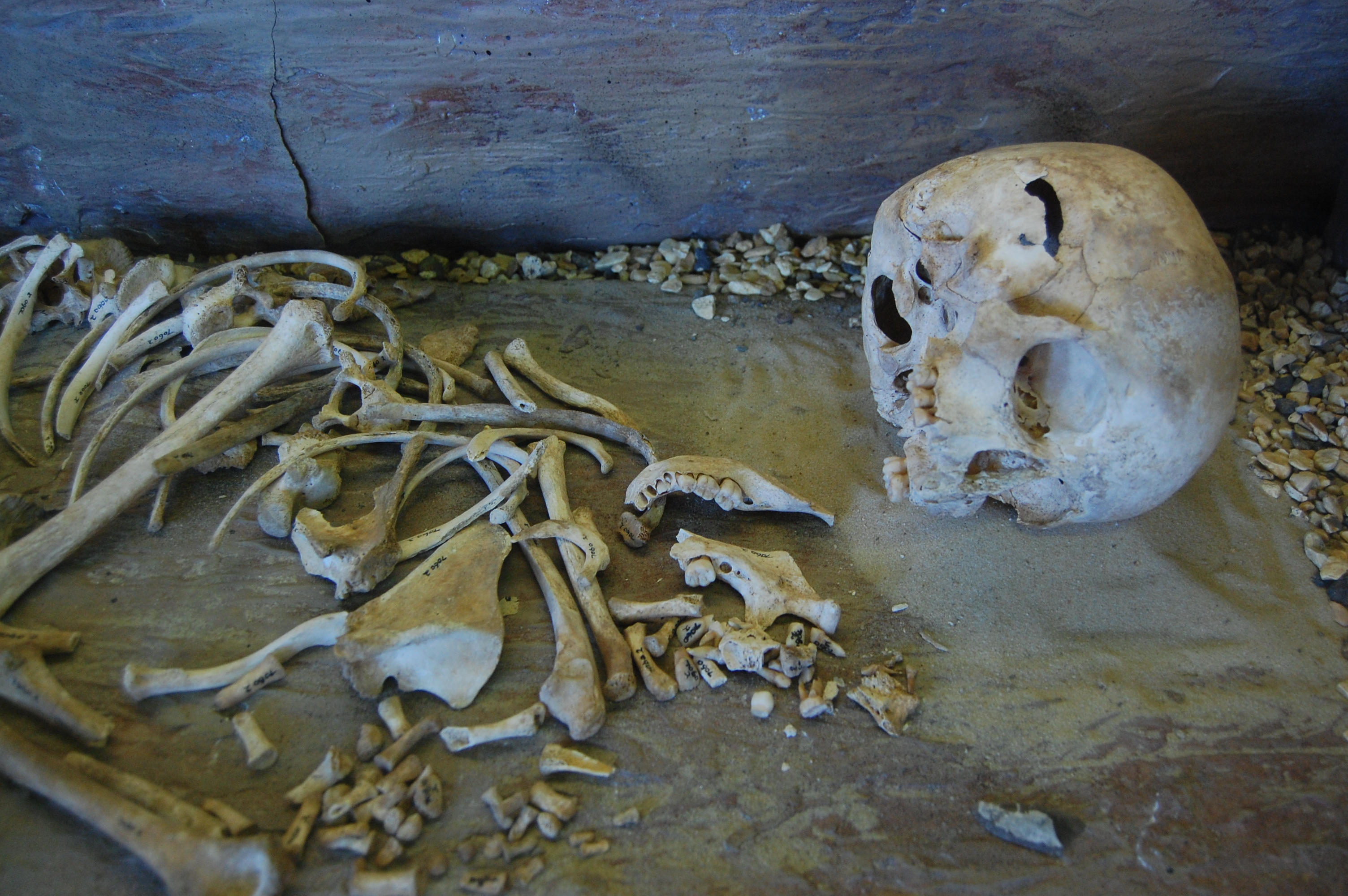
Bestattung von Aymestrey

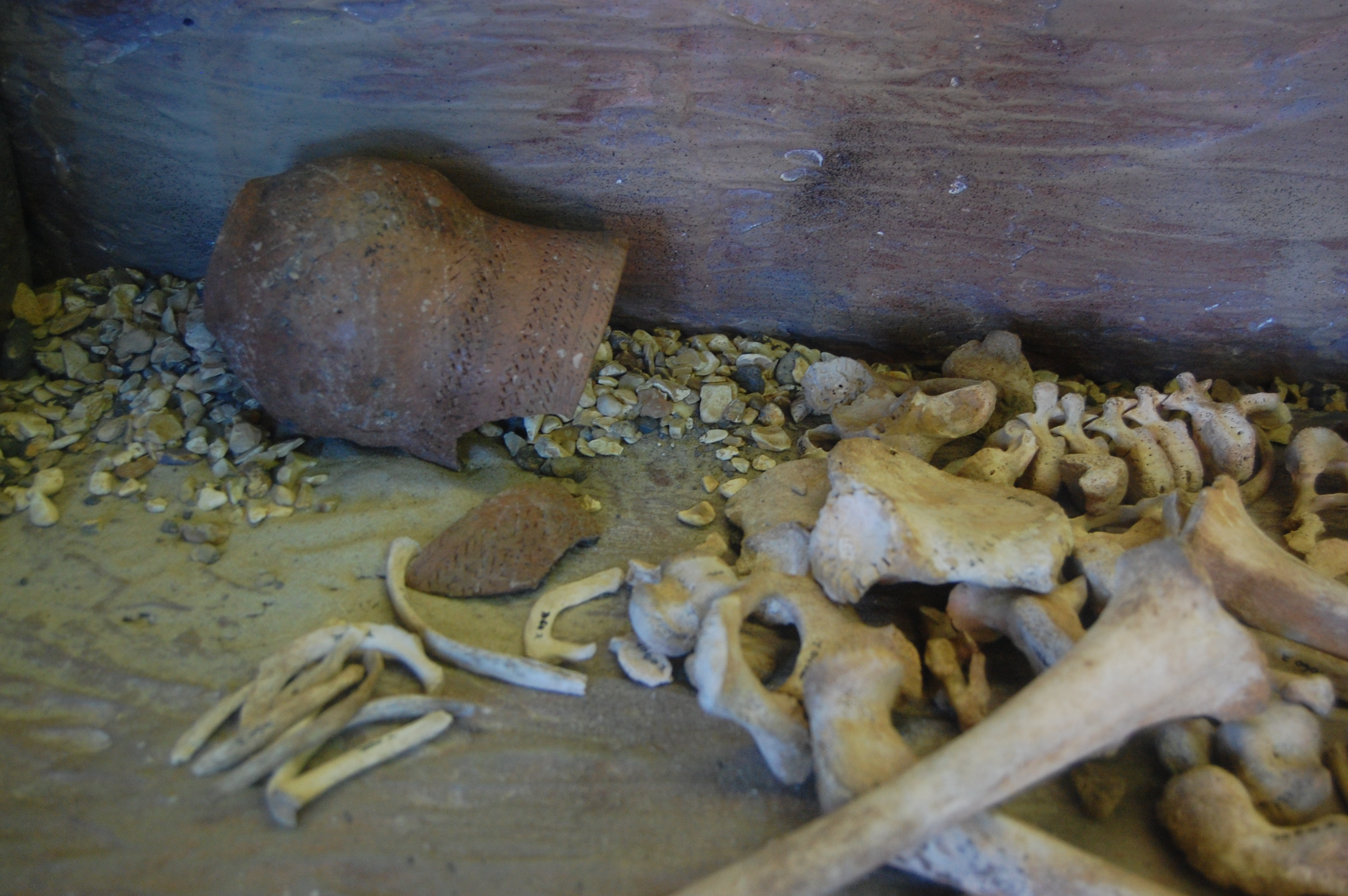
Bestattung von Aymestrey

Die Steinkiste von Aymestrey bei Aymestrey in Herefordshire in England ist eine im Jahr 1987 in einer Kiesgrube gefundene gut erhaltene frühbronzezeitliche (2400–1600 v. Chr.) Bestattung eines Knaben der Glockenbecherkultur in Hockerstellung, die sich heute im Leominster Museum befindet. Der Fundort liegt zwischen den Eisenzeithügeln von Pyon Wood und Croft Ambrey nahe bei einem Nebenfluss des River Lugg. Gefunden wurden ein Glockenbecher und ein Messer aus Feuerstein.